# Milton Buzetto
Milton Buzetto (ur. 14 listopada 1937 w Piracicaba, zm. 17 września 2018 tamże) – brazylijski piłkarz, grający na pozycji obrońcy, trener piłkarski.

## Kariera piłkarska

### Kariera klubowa
W 1956 rozpoczął karierę piłkarską w SE Palmeiras. Potem występował w klubach Noroeste, Bragantino i Juventus-SP, gdzie zakończył karierę w roku 1969.

## Kariera trenerska
Karierę szkoleniowca rozpoczął w 1971 roku. Trenował kluby Juventus-SP, Corinthians Paulista, Guarani FC-SP, Goiás EC, Mixto (Cuiabá), Inter de Limeira, Athletico Paranaense, Maringá, Uberaba, Comercial (Campo Grande), Francana, XV de Piracicaba, União Barbarense, Taquaritinga, União (Rondonópolis MT), Paulista (Jundiaí), Vocem, Marcílio Dias i Jabaquara (Santos).

## Sukcesy i odznaczenia

### Sukcesy trenerskie
Juventus-SP
- zdobywca Troféu Paulo Machado de Carvalho: 1971
- mistrz Asahi International Soccer Tournament (Japonia): 1974

Mixto-MT
- mistrz Campeonato Matogrossense: 1979

Comercial-MS
- mistrz Campeonato Sul-Matogrossense: 1985